# Saili Rane
Saili Rane (* 25. Juni 1993) ist eine indische Badmintonspielerin. 

## Karriere
Saili Rane nahm 2009, 2010 und 2011 an den Badminton-Juniorenweltmeisterschaften teil. 2011 startete sie bei der India Super Series. Bei den nationalen Titelkämpfen wurde sie 2012 Dritte im Damendoppel. Bei den Iran Fajr International 2013 belegte sie Rang drei im Dameneinzel. Im gleichen Jahr gewann sie auch die Einzelkonkurrenz bei den Uganda International.